# ユーリス (テキサス州)
ユーリス（Euless）は、アメリカ合衆国テキサス州のタラント郡にある都市。
人口は6万1032人（2020年）。フォートワースの北東、ダラスの北西に位置している。ダラス・フォートワース国際空港に隣接している。市内に鉄道駅はないが、地理的に便利な位置にあるため人口は増加している。

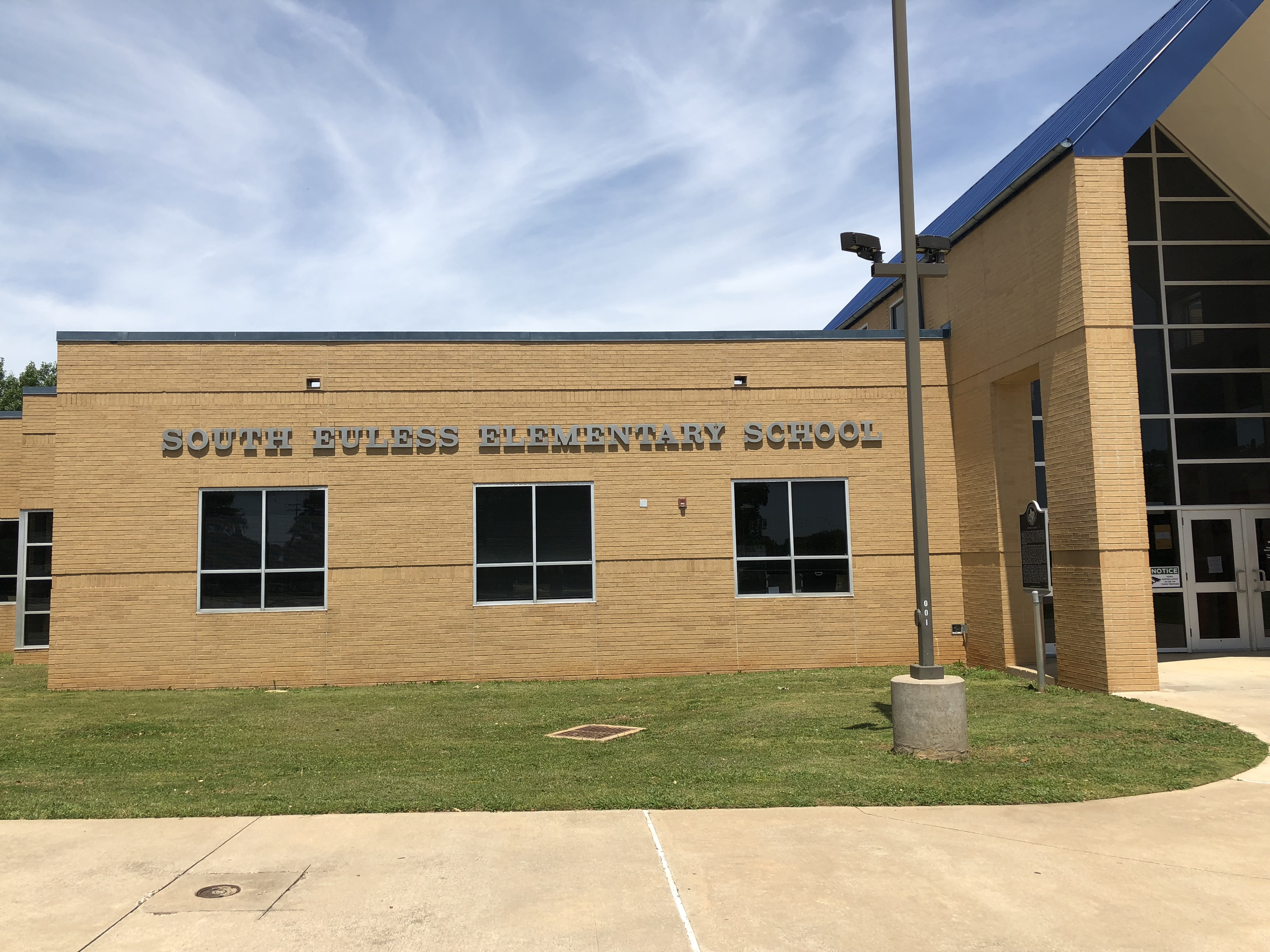
南ユーリス小学校